# Dovne Robert
Robert Nielsen (født 1968), bedre kendt som Dovne Robert er en dansk mediepersonlighed, som blev landskendt i september 2012, da han medvirkede i Jacob Rosenkrands' ugentlige debatprogram På den 2. side på DR2. Her skabte han en stor offentlig debat, da han stod frem og fortalte, at han foretrak at leve af kontanthjælp frem for at tage et lavtlønnet arbejde.

## Debat som konsekvens af Robert Nielsen
Robert Nielsen erklærede bl.a., at han kun gad at tage meningsfulde jobs, hvorfor han afviste en stilling hos McDonald's. Det satte en debat i gang om det danske skatte- og kontanthjælpssystem, der blandt andet omhandlede, hvorvidt der var et tilstrækkeligt incitament til at tage et arbejde frem for at være på offentlig forsørgelse i Danmark.
Efterfølgende blev han hyret som klummeskribent af Anders Lund Madsen til hans satiriske program Dårligt Nyt. Ved DR-programmet Året der gik den 26. december 2012 blev Dovne Robert kåret som årets nyhedsord i 2012 af Dr.dk's læsere. Robert Nielsen opstillede på listen "Dovne Robert" som kandidat til Borgerrepræsentationen for Københavns Kommune ved Kommunalvalget den 19. november 2013.

## Deltagelse iPå den 2. side
Den 9. september 2012 viste DR2 det ugentlige debatprogram På den 2. side med vært Jacob Rosenkrands. I programmet stod den 44-årige Robert Nielsen fra Københavns Nordvestkvarter frem, og fortalte at han havde været på offentlig forsørgelse, siden han i 2001 forlod tre uafsluttede universitetsstudier. Han beskrev sig selv som et "dovent svin", der ikke gad arbejde som pedel eller med at samle klemmer. I programmet udtalte han også: 
| „ | Som menneske står jeg i et valg på jobcentret; skal jeg tage et lortejob i McDonald's til 100 kroner i timen, eller vil jeg fortsætte på kontanthjælp? Og så er det jeg siger, at det job er så ringe at så vil jeg hellere være på kontanthjælp, ellers må samfundet komme med et tilbud der modsvarer de evner og kræfter jeg har. | “ |

I dagene efter programmets visning rejste der sig en stor debat omkring kontanthjælp. Robert var bl.a. i Deadline 17, hvor han bl.a. diskuterede med den tidligere skatteminister Kristian Jensen, og i Aftenshowet, hvor Joachim B. Olsen fra Liberal Alliance udtalte: 
| „ | Det er en krænkelse af alle de mennesker, der står op og tager alle de job, som Robert ikke vil have og som skal arbejde mere og betale højere skatter. Det er moralsk forkasteligt. | “ |

 Selv svarede Robert Nielsen, at han ikke følte sig forpligtet til at tage hvilket som helst arbejde: 
| „ | Den ret vi engang kæmpede for som almindelige mennesker til at have et arbejde, det er nu blevet afløst af en sur pligt til at arbejde for fællesskabet, og det er ren stalinisme. | “ |

## Forsørgerstatus
I september 2013 afmeldte Robert sin kontanthjælp efter at have modtaget den i 11 år. Efterfølgende forsørgede han sig selv ved blandt andet foredrag og reklameaftaler - mest prominent som frontfigur for firmaet Wellvita, der forhandler kosttilskud. Ligeledes har han tjent penge på sin deltagelse i årets Robinson Ekspedition samt et realityshow der blev vist i 2014.
I 2018 var han igen på kontanthjælp. I 2019 blev han idømt 3 måneders fængsel for at handle med hash.